# Кубок ірландської ліги з футболу 1998—1999
Кубок ірландської ліги 1998—1999 — 26-й розіграш Кубка ірландської ліги. Переможцем втретє став Корк Сіті.

## Фінал
| Команда 1        | Заг. | Команда 2 | 1-й матч | 2-й матч |
| ---------------- | ---- | --------- | -------- | -------- |
| 8/12 грудня 1998 |      |           |          |          |
| Шемрок Роверс    | 1:2  | Корк Сіті | 1:1      | 0:1      |